# Hürkaniai erdők

A Hürkanai erdők elhelyezkedése a térképen

A  Iránban, a Kaszpi-tenger déli oldalán és az Azerbajdzsánnál húzódó 850 km hosszú hegylánc területén rengeteg különleges növény- és állatfaj található, köztük többek között a kihalófélben lévő perzsa leopárddal és a vadkecskével. 
2019. július 5. óta a hürkaniai erdők az UNESCO világörökség részét képezik.

## Nevének eredete
Az erdő nevét az ősi Hürkania (Hyrcania) régióról kapta, amely eredetileg a Kaszpi-tengertől délkeletre elterülő tartomány neve volt. Egykor Rubruk forrásai szerint a régió határai voltak: keletről a Kaszpi-tenger, délről Örményország, északról a Kelet-Kaukázusbeli Kaukázusi Albania, nyugatról pedig a Ibéria, a későbbi Grúzia.

## Leírása
A Hürkaniai erdők elnevezés egy egyedülálló erdősáv összefoglaló neve: Az erdősáv 850 kilométer hosszan nyúlik el a Kaszpi-tenger déli partjainál. 
E Hürkaniai vegyes erdők öko-régióját a mérsékelt éghajlatú széles levelű és vegyes erdők, a buja alföldi és hegyvidéki erdők teszik ki, kialakulásuk története 25-50 millió évre nyúlik vissza. E vegyes állományú erdők akkoriban még az északi mérsékelt égöv legnagyobb részét beborították, majd a negyedkori eljegesedések idején visszahúzódtak, amikor pedig az éghajlat enyhébbé vált, újra terjedésnek indultak. 
A terület biodiverzitása figyelemre méltó, Irán eddig ismert edényes növényeinek 44%-a található meg benne, miközben az erdők csak az ország területének csak 7%-át borítják. 
A térség különlegességére jellemző, hogy eddig itt 180, a mérsékelt égövi lelőhelyekre jellemző madárfajt, 58 emlősfajt azonosítottak, köztük az ikonikus perzsa leopárdot is. 
Az Iránba összpontosuló ökorégió hosszú sávon, a Kaszpi-tenger partja és az Alborz hegység északi lejtőin húzódik északkeletről nyugati irányba.

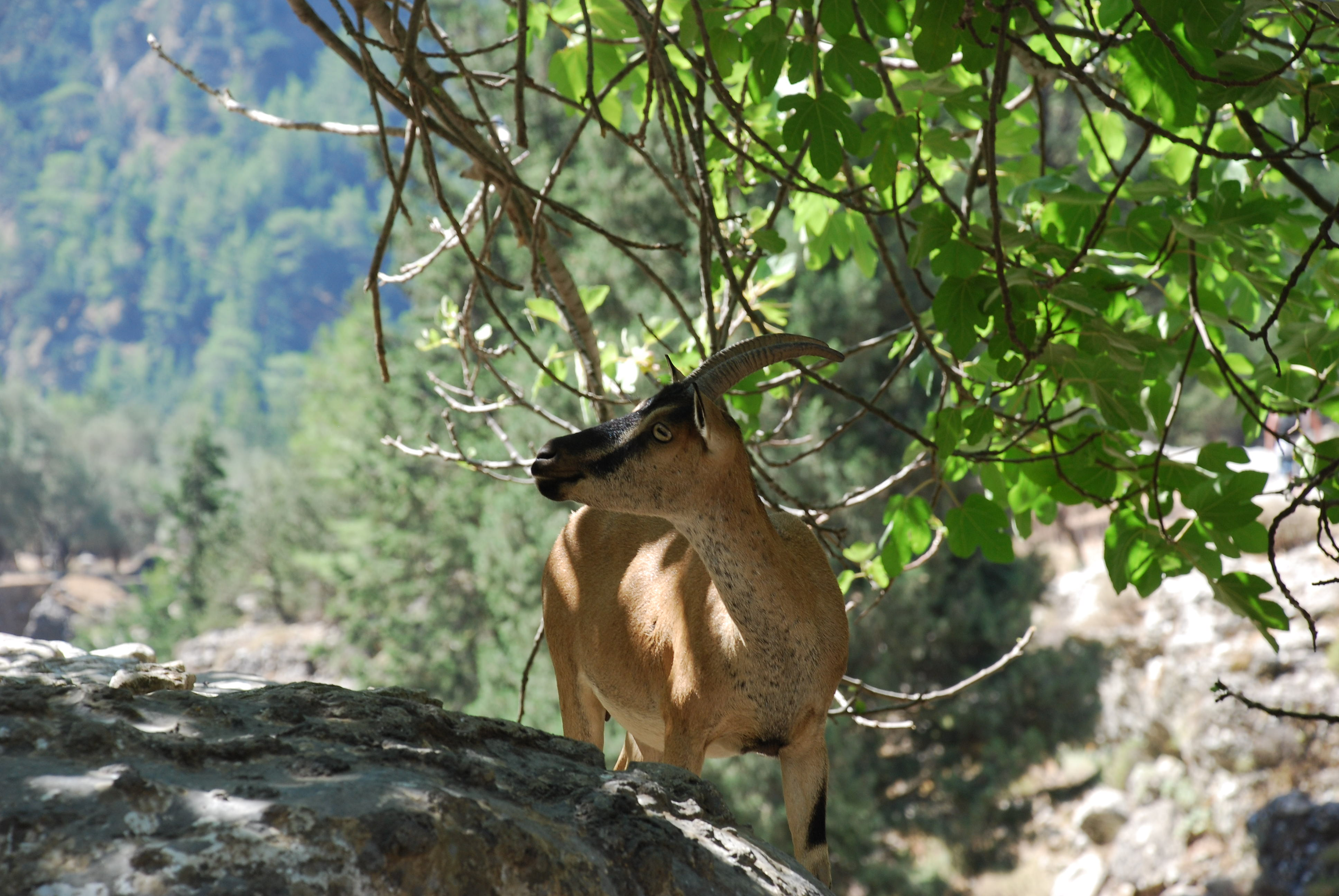
Vadkecske

A Hürkanai erdők öt tartomány részeit fedik le: 
- Észak-Horászán déli és délnyugati része
- Gorgán-síkság keleti régiói
- Mázandarán
- Gilán
- Ardabil

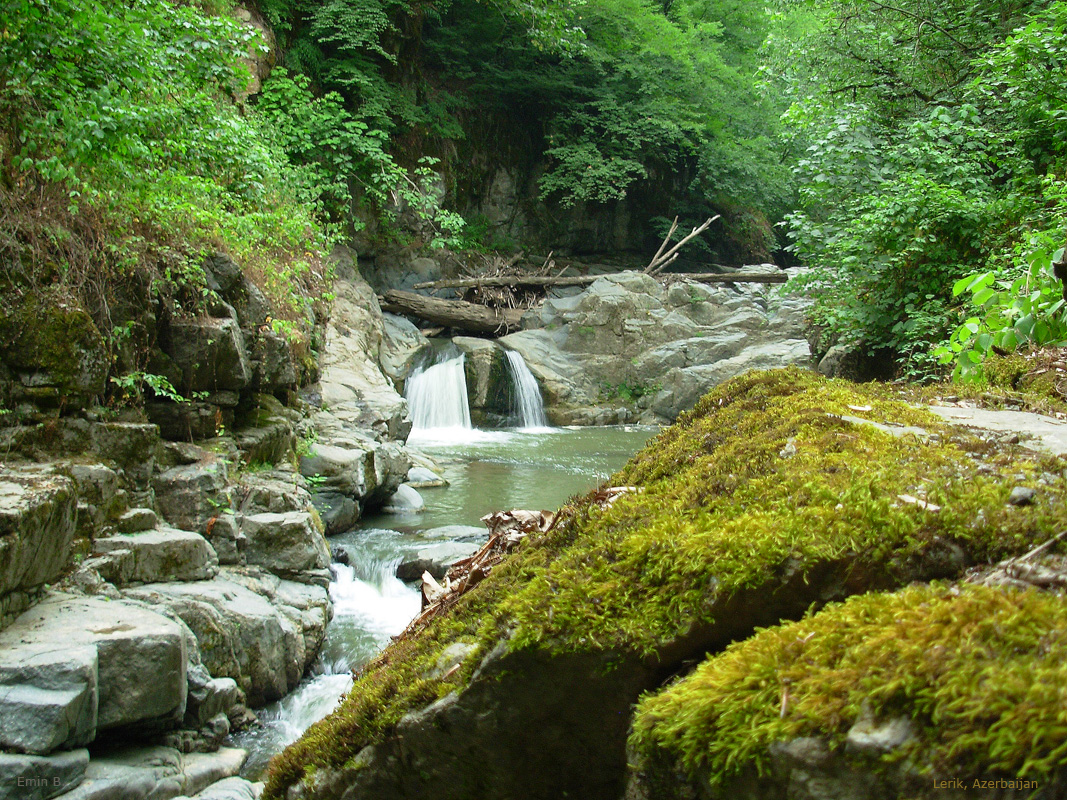
Mérsékelt égövi esőerdõ és folyó, Lerik, Azerbajdzsán

Keleti bükk

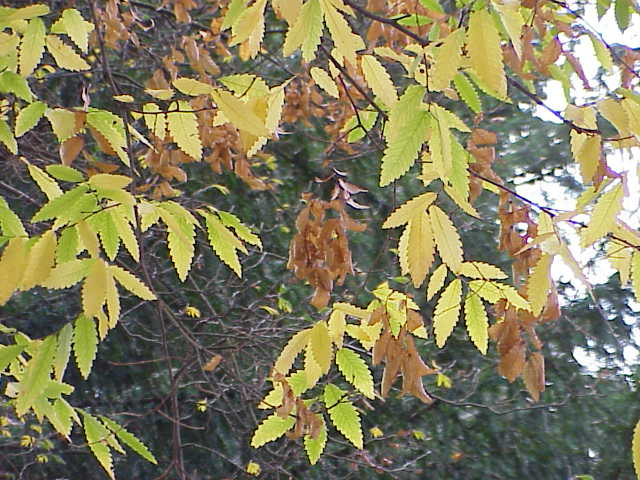
Kaukázusi szil (Zelkova carpinifolia)

A nagyobbrészt a Kaszpi-tenger déli részén fekvő Hürkánia ősi táján található terület, magába foglalja Azerbajdzsán délkeleti részét, a Lenkoran-alföldet és a Talis-hegységet is, míg Iránban a Kaszpi-tenger partja és az Alborz-hegység északi lejtői mentén húzódik; ott az erdőterület 30 400 km², így a legtöbb erdőterülettel rendelkezik. A déli részen a magasabban fekvő területeken az erdőterület beolvad az alborzi erdős-sztyepp vidékbe.

## Éghajlata
Az ökorégió éghajlata alacsonyabb, nedves szubtrópusi, közepes magasságú, óceáni, a hegyekben pedig nedves kontinentális.

## Növényvilág
A természetes erdő vegetációja mérsékelt lombhullató lomblevelű erdő. A hürkaniai erdő térfogatának 32,7 százaléka keleti bükk (Fagus orientalis). 
A régió fő jellemzője a tűlevelűek hiánya; megtalálható itt az közönséges tiszafa (Taxus baccata), a boróka (Juniperus spp.) és a mediterrán ciprus (Cupressus sempervirens var. horizontalis).
A Kaszpi-tenger parti síkságait egykor gesztenyelevelű tölgy (Quercus castaneifolia), puszpáng (Buxus sempervirens), fekete éger (Alnus glutinosa subsp. barbata), kaukázusi éger (Alnus subcordata), kaszpi nyár (Populus caspica) és kaukázusi szárnyasdió (Pterocarya fraxinifolia) borította. Ezeket az erdőket azonban szinte teljesen városi és mezőgazdasági területekké alakították át. (Mosadegh, 2000; Marvie Mohadjer, 2007)

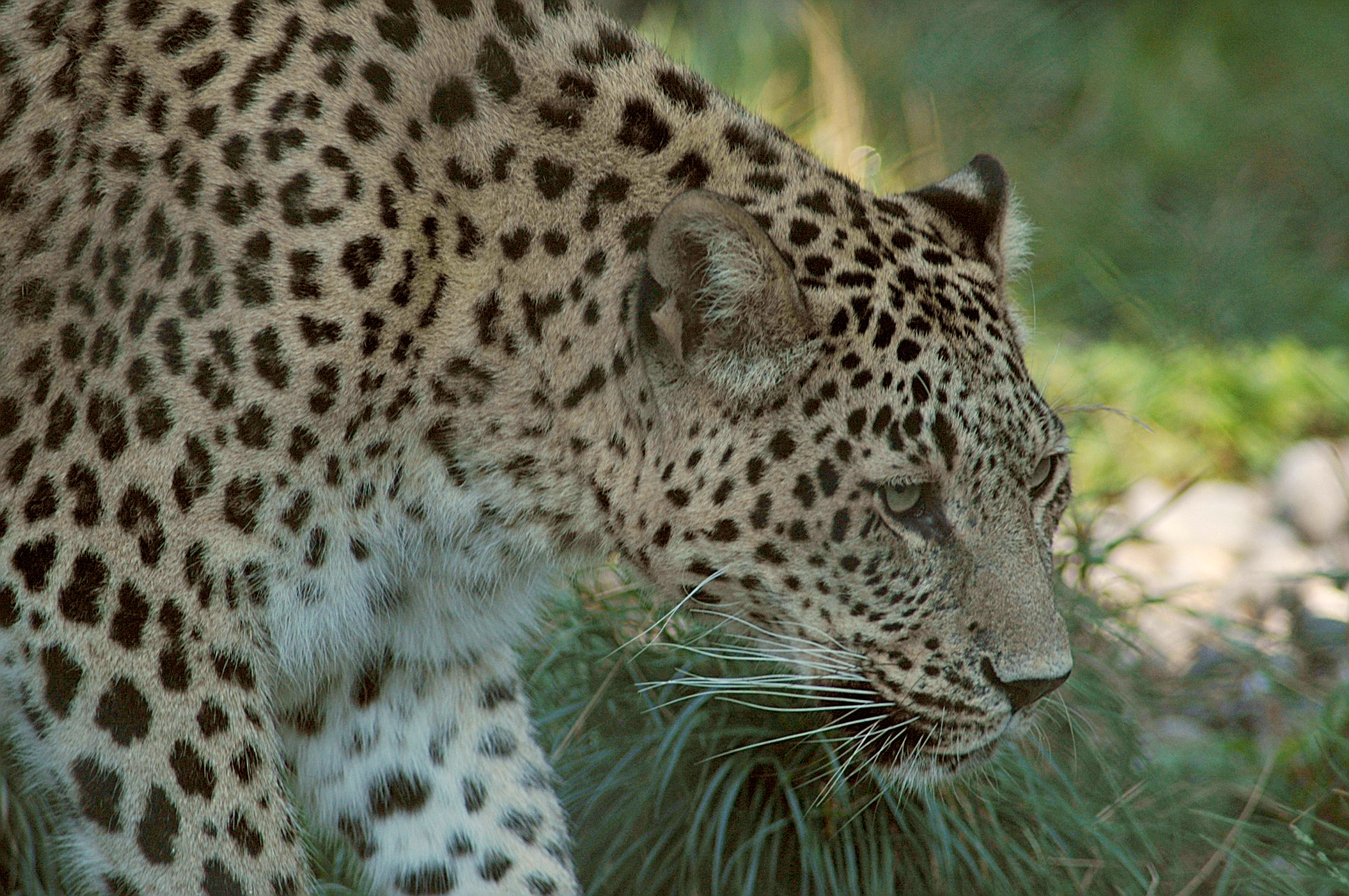
Perzsa leopárd

A Talis és az Alborz hegység alsó lejtőin 700 méter alatt (2300 láb) található sokféle erdőben főleg gesztenyelevelű tölgy, közönséges gyertyán (Carpinus betulus), perzsa varázsfa (Parrotia persica), kaukázusi gyertyánszil (Zelkova carpinifolia), perzsa selyemakác (Albizia julibrissin), valamint a datolyaszilva (Diospyros lotus), a magyal (Ilex hyrcana), a lónyelvű csodabogyó (Ruscus hyrcanus), a Danaë racemosa és az Atropa pallidiflora, valamint a Smilax excelsa és a Hedera pastuchovii, lianok találhatók (Mosadegh, 2000; Marvie Mohv, 2007). A Talysh-hegységben és Irán északi részén a perzsa vasfa endemikus. 

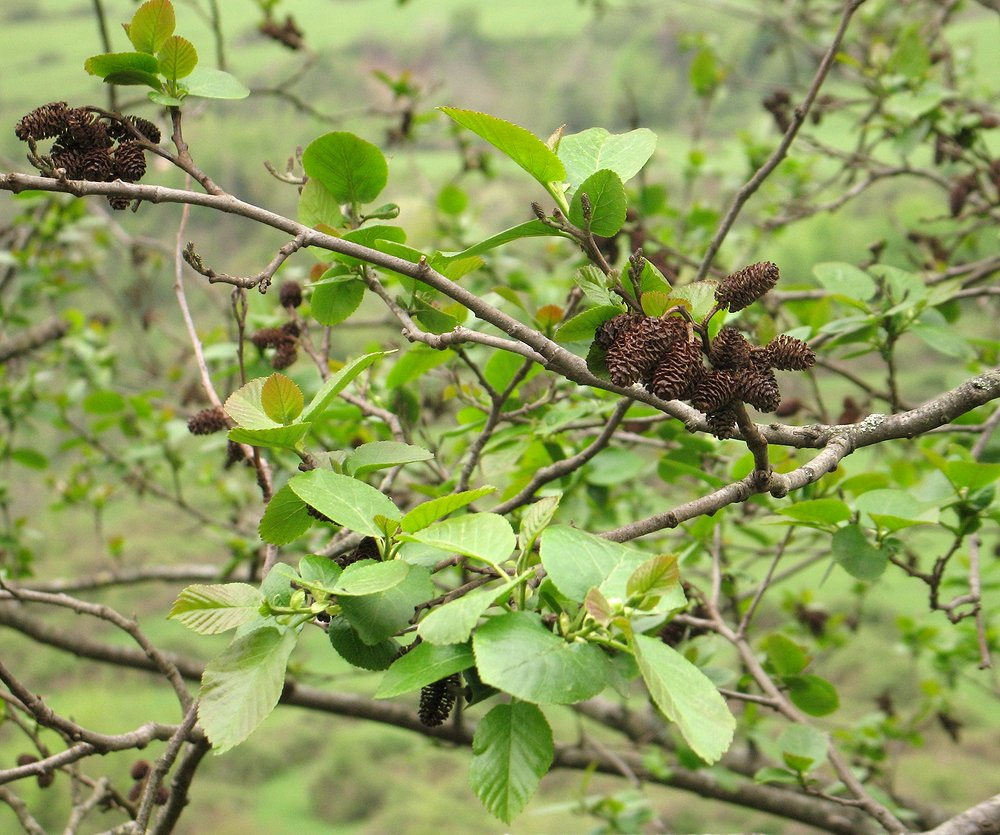
Kaukázusi éger

Középmagasságban 700 és 1500 m (2297 és 4921 láb) között a keleti bükk domináns fafaj ebben a felhős zónában, tiszta kevert állományokban más nemes keményfákkal, például gesztenyelevelű tölgy, kaukázusi tölgy (Quercus macranthera), közönséges gyertyán (Carpinus betulus), keleti gyertyán (C. orientalis) és  szelídgesztenye (Castanea sativa).

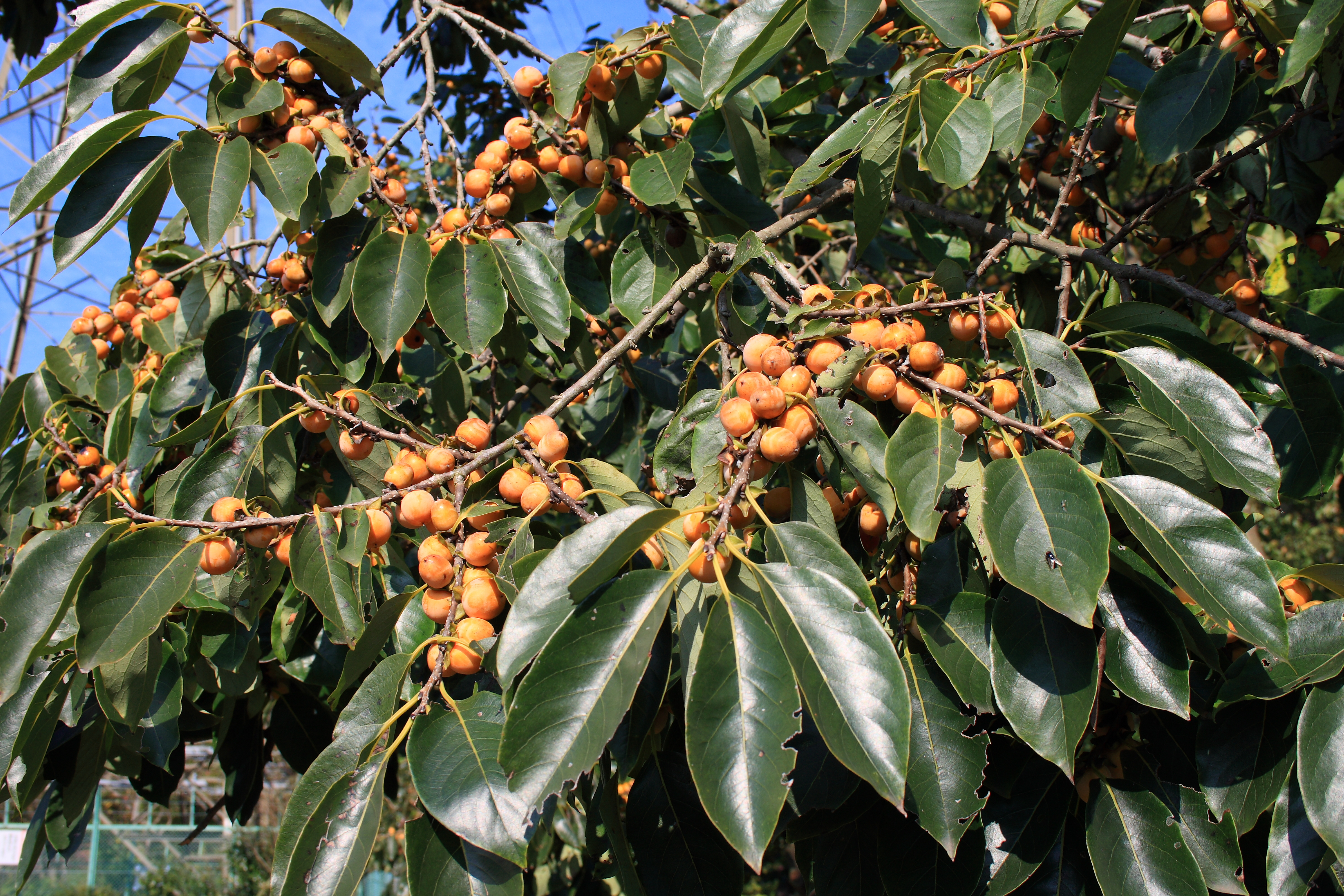
Datolyaszilva ((Diospyros lotus)

Florisztikai összetételéből adódóan ezek a bükkerdők összekapcsolódnak az európai erdőkkel és rokonságban vannak a balkáni bükkerdőkkel.
A felső hegyvidéki és szubalpin zónákat a kaukázusi tölgy, a keleti gyertyán, cserjék és a sztyeppék jellemzik. Az alpesi tundra és rétek a legmagasabb magasságban fordulnak elő.

## Állatvilág
A terület csúcsragadozója egészen az 1970'-es években történő kihalásáig a kaszpi tigris (Panthera tigris virgata) volt. Jelenleg is előforduló nagyobb emlősök a területen a perzsa leopárd (Panthera pardus ciscaucasica),  az eurázsiai hiúz (Lynx lynx), a barna medve (Ursus arctos), a vaddisznó (Sus scrofa), a szürke farkas (Canis lupus), az aranysakál (Canis aureus), a mocsári macska (Felis chaus), a borz (Meles meles) és az európai vidra (Lutra lutra).
A régió fontos pihenőhely az oroszországi fészkelőterület és az afrikai telelőterület között sok vándormadár számára.
Említésre méltó fontosabb fajok közé tartozik a nyári lúd (Anser anser), a nagy lilik (Anser albifrons), a reznek (Tetrax tetrax), a batla (Plegadis falcinellus), a kanalasgém (Platalea leucorodia), a bakcsó (Nycticorax nycticorax), a vörösnyakú lúd (Branta ruficollis), a vándorsólyom (Falco peregrinus), a borzas gödény (Pelecanus crispus), a pásztorgém (Bubulcus ibis), az üstökösgém (Ardeola ralloides), a rózsás flamingó (Phoenicopterus roseus), a kékcsőrű réce (Oxyura leucocephala) és a kaszpi királyfogoly (Tetraogallus caspius).

## Fordítás
Ez a szócikk részben vagy egészben  a   Hyrcanian forests című angol Wikipédia-szócikk fordításán alapul.  Az eredeti cikk szerkesztőit annak laptörténete sorolja fel. Ez a jelzés csupán a megfogalmazás eredetét és a szerzői jogokat jelzi, nem szolgál a cikkben szereplő információk forrásmegjelöléseként.